# Kalisto (luna)
Kalísto (grško Καλλιστώ: Kallistó) je Jupitrov drugi največji naravni satelit. Hkrati je tretji največji naravni satelit v Osončju, njegova velikost pa je približno enaka velikosti planeta Merkurja. Luno je leta 1610 odkril Galilei.

## Ime
Kalisto je poimenovana po Kalisti, eni od številnih Zevsovih ljubic iz grške mitologije.
Čeprav je ime »Kalisto« kmalu po odkritju predlagal Simon Marij, se imena tega in drugih treh Galilejevih satelitov dolgo časa niso upoštevali. Ime se je »prijelo« šele v prvi polovici 20. stoletja. V zgodnejših astronomskih virih so ga označevali preprosto z njegovo rimsko številko kot Jupiter IV, oziroma kot »četrti Jupitrov satelit«.

## Fizikalne značilnosti
Kalisto je eden od najbolj krateriziranih satelitov v Osončju. Pravzaprav so udarni kraterji in z njimi povezani koncentrični krogi edine značilnosti na površju. Večjih kalistovskih gora namreč ni. Verjetno je to zaradi ledene narave njegovega površja, kjer je največje kraterje in gore zbrisal tok ledene skorje preko geološkega časa. Na Kalisti sta dve ogromni udarni kotanji s koncentričnimi krogi: Valhalla je največja s središčnim svetlim področjem in meri 600 kilometrov v premeru, krogi pa merijo do 3000 kilometrov v premeru. Druga največja udarna kotanja je Asgard, ki meri približno 1600 kilometrov v premeru. Še ena od zanimivih značilnosti je Gipul Catena, dolga vrsta udarnih kraterjev, razvrščenih v ravni črti preko Kalistinega površja. Verjetno je to povzročil padec objekta, ki je bil med bližnjim prehodom Jupitra plimno raztrgan (podobno kometu Shoemaker-Levy 9), nato pa so kosi padli na Kalisto. Kalistina skorja naj bi bila stara približno 4 milijarde let, kar je podobno starosti Osončja.
Kalistino razbito površje leži na vrhu plasti ledu, ki je debela okoli 150 kilometrov. Pod skorjo leži slan ocean v debelini vsaj 10 kilometrov. Ocean je bil odkrit iz preiskav magnetnega polja okoli Jupitra in njegovih lun. Odkrito je bilo, da se Kalistino magnetno polje spreminja (tokovi so različnih smeri ob različnih časih) glede na odzadno magnetno polje, ki ga ustvarja Jupiter. To je namih na plast visoko prevodne tekočine v luni.
Kalisto ima pod oceanom najverjetneje nenavadno notranjost, ki ni v celoti enakomerna, vendar se prav tako pretirano ne spreminja. Podatki iz vesoljskega plovila Galileo kažejo, da je notranjost sestavljena iz stisnjenih kamenin in ledu, pri tem pa se delež kamenin z globino povečuje zaradi delnega prerazporejanja materialov. Kalisto ima najnižjo gostoto od štirih Galilejevih lun; samo 1,86 g/cm3, pri tem pa je okoli 40 % ledu in 60 % kamenin in železa.
Kalisto ima zelo redko ozračje iz ogljikovega dioksida. Njegov vir je mogoče počasna sublimacija ledu ogljikovega dioksifa z ledene satelitove skorje.
V nasprotju s sosednjim Ganimedom, ki ima tektonsko preoblikovano površje, je le malo dokazov za tektonske aktivnosti na Kalisti. Čeprav je v osnovnih značilnostih Kalisto precej podobna Ganimedu, je njena geološka zgodovina precej preprostejša. Različni geološki poteki obeh lun so bili pomembni za planetarne znastvenike. »Preprosta« Kalisto je dober vir za primerjavo z ostalimi bolj zapletenimi svetovi.